# Львів по-польськи
«Львів по-польськи» — серія з шести путівників по Львову, головним об'єктом яких є дослідження польських довоєнних написів різного характеру: історичного, релігійного, титульного, рекламно-інформаційного та афористичного.
Авторами серії є кандидат філологічних наук, славіст Ксенія Бородін та кандидат економічних наук, гід-екскурсовод Іванна Гонак.
Особливостями серії є:
• відхід від традиційної нитки маршруту, можливість туристичного огляду всіх районів міста;
• унікальні об'єкти, що містять польські написи та переважно знаходяться на своїх функціональних місцях;
• фотодокументація сучасного стану польськомовних інскрипцій Львова.
Автори пропонують «читати історію міста з його стін».
Перша книга серії — «Ім'я будинку та інші написи» — присвячена вивченню польської епіграфіки на житлових будинках. У ній зібрано і досліджено рекламно-інформативні написи (шильди, клейма, таблички, маркування), інскрипції історичного і релігійного характерів, підписи архітекторів і скульпторів, титульні написи (назви вілл, вуличні та номерні вказівники), меморіальні таблиці тощо, загалом понад п'ятсот інскрипцій.
Книга написана популярним стилем і розрахована на львів'ян і туристів, що цікавляться історією, культурою, мистецтвознавством, лінгвістичною урбаністикою або географією, а також усіх поціновувачів Львова. Видання містить близько 300 фотографій, більшість з яких публікується вперше. До уваги взято лише ті об'єкти, які доступні загальному огляду (інтер'єрні та екстер'єрні), що дозволяє здійснити мандрівку Львовом як безкоштовним музеєм просто неба.
З відгуку на книгу Андрія Козицького, наукового редактора «Енциклопедії Львова»:

| Путівник «Ім’я будинку та інші написи» із серії «Львів po polsku» вигідно відрізняється від інших видань такого типу. Хоча Львову вже присвячено понад дві з половиною сотні путівників, нічого подібного друком ще не з’являлося. Насамперед, слід відзначити оригінальність задуму авторів, які створили своєрідний реєстр знаків часу, – польських написів на львівських будинках кінця XVIII – початку XX ст. Разом із тим, книга є повноцінним путівником, який можна використовувати для піших прогулянок містом. Чудове володіння історичним матеріалом, непідробна любов до галицької столиці дозволили Ксенії Бородін та Іванні Гонак створити цікаву та корисну книжку. |

Друга книга — «Міське життя на повсякдень» — висвітлює крізь призму польських написів особливості функціонування найрізноманітніших закладів довоєнного Львова: підприємств, товариств, інституцій. Книга поділена на сім розділів відповідно до днів тижня. Кожному дню умовно відповідає певна сфера людської діяльності: понеділок — освіта, вівторок — фінанси, середа — виробництво, четвер — медицина, п'ятниця — торгівля, субота — туризм, неділя — відпочинок. Читачеві пропонується віртуально прожити тиждень у місті, пройшовши шлях від учня гімназії до успішного лікаря, банкіра чи підприємця.
З відгуку на книгу Андрія Козицького, наукового редактора «Енциклопедії Львова»:

| Нова праця львівських дослідниць присвячена польськомовним написам на будинках колишніх інституцій соціальної сфери та спорудах різноманітних підприємств Львова кінця ХІХ – початку ХХ ст. Ретельно зібраний на вулицях міста та у інтер’єрі багатьох історичних будівель матеріал авторки фахово доповнили цікавими екскурсами, котрі дають уявлення про особливості функціонування закладів та інституцій давнього Львова. Пропонована увазі читача книга є не лишень путівником, але й справжнім есеєм про культуру повсякденності одного із найкрасивіших міст України. |

Третя книга — «Знак якості» — знайомить зі збереженими виробничими підписами (шильдами, клеймами, сиґнатурами тощо) та їхніми авторами. Львівські знаки якості представлено двома розділами: «Будівельний калейдоскоп, або Оздоблювальні матеріали», «Металеві істрії, або Ливарство, ковальство, слюсарство», іменним та вуличним покажчиками, мапою. Долі, етапи розвитку та результати діяльності майже сотні виробників та підприємств, що працювали для Львова, ретельно досліджено у праці львівських дослідниць.